# 上原六郎
上原 六郎（うえはら ろくろう、1894年〈明治27年〉11月30日 - 1964年〈昭和39年〉2月3日）は、日本の地方官僚、政治家。北海道札幌市長、札幌観光協会長。位階は正四位。勲三等瑞宝章受章。

## 来歴・人物
実家は札幌郡平岸村（現・札幌市豊平区平岸）のりんご農家。北海道庁属から内務省へ出向し、日本大学法科に学んだ。1920年（大正9年）卒業。帝都復興院事務官となり、主計課長、理事等を歴任。1937年（昭和12年）、東京市収入役となり、その後、1939年（昭和14年）に同市市民局長、1940年（昭和15年）に総務局長を歴任した。1945年（昭和20年）8月14日、札幌市長に就任。1946年（昭和21年）11月12日、札幌市長を退任した。札幌市最後の官選市長であり、札幌市の戦後復興の基礎固めを行った。特に、東京市時代の部下であった原田與作（のち札幌市長）の助役への抜擢や、板垣武四（同）ら幹部候補も含めた若手職員の積極的採用などの、人事面における機構改革は注目される。
ほかに、札幌観光協会の会長、地方財政審議会委員などを務めた。

## 略歴
- 1945年8月14日　札幌市の市長になる。
- 1946年11月12日　札幌市の市長を退任する。

## 栄典
- 1930年（昭和5年）12月5日 - 帝都復興記念章[4]

## 親族
父は信州出身の林檎園主で、豊平町の収入役もつとめた上原喜六。母・富久の父・福井伊織は旧会津藩士（社家）で、豊岡宮の神官をつとめた。伊織の妻（冨久の母）・冨貴は旧会津藩士・雑賀重村の姉。伊織の六男（冨久の兄）・重吉の長男が、陸軍軍人・福井重記で、六郎の従兄に当たる。